# Pseudomma crassidentatum
Pseudomma crassidentatum är en kräftdjursart som beskrevs av Murano 1974. Pseudomma crassidentatum ingår i släktet Pseudomma och familjen Mysidae. Inga underarter finns listade i Catalogue of Life.